# گسل البرز
گسل البرز در دامنه شمالی البرز و در طول ۵۵۰ کیلومتر از لاهیجان تا جنوب گنبد کاووس کشیده شده است. روند عمومی این گسل کم‌وبیش شرقی–غربی است ولی به‌دلیل خمش به سمت جنوب، بخش میانی آن سیمایی کمانی دارد. در غرب لاهیجان، گسل چپ‌گردی به نام گسل سفیدرود با روند شمال‌شرقی–جنوب‌غربی این گسل را جابه‌جا کرده‌است.
گسل البرز از عوامل مؤثر در ریخت‌زمین‌ساخت منطقه و جداکننده البرز از حوضه ترشیاری حاشیه جنوبی خزر است و این احتمال وجود دارد که این گسل نشان‌دهنده محل تقریبی زمین‌درز تتیس کهن باشد. بلوک شمالی این گسل در بیشتر زمان‌ها حرکت رو به پایین داشته‌است. شاید نخستین حرکت رو به پایین آن در زمان میوسن بوده که در نتیجه آن، رخساره‌های دریایی میوسن (رخساره خزر) در شمال این گسل نهشته شده‌اند؛ ولی آغاز فرونشینی ممکن است به زمان ژوراسیک برسد.

## لرزه‌خیزی
گسل البرز در حال حاضر بسیار فعال به‌نظر می‌رسد و احتمال دارد بسیاری از زمین‌لرزه‌های گیلان و مازندران نتیجه جابه‌جایی در طول این گسل باشد.